# Anthony Gueterbock, 18. Baron Berkeley

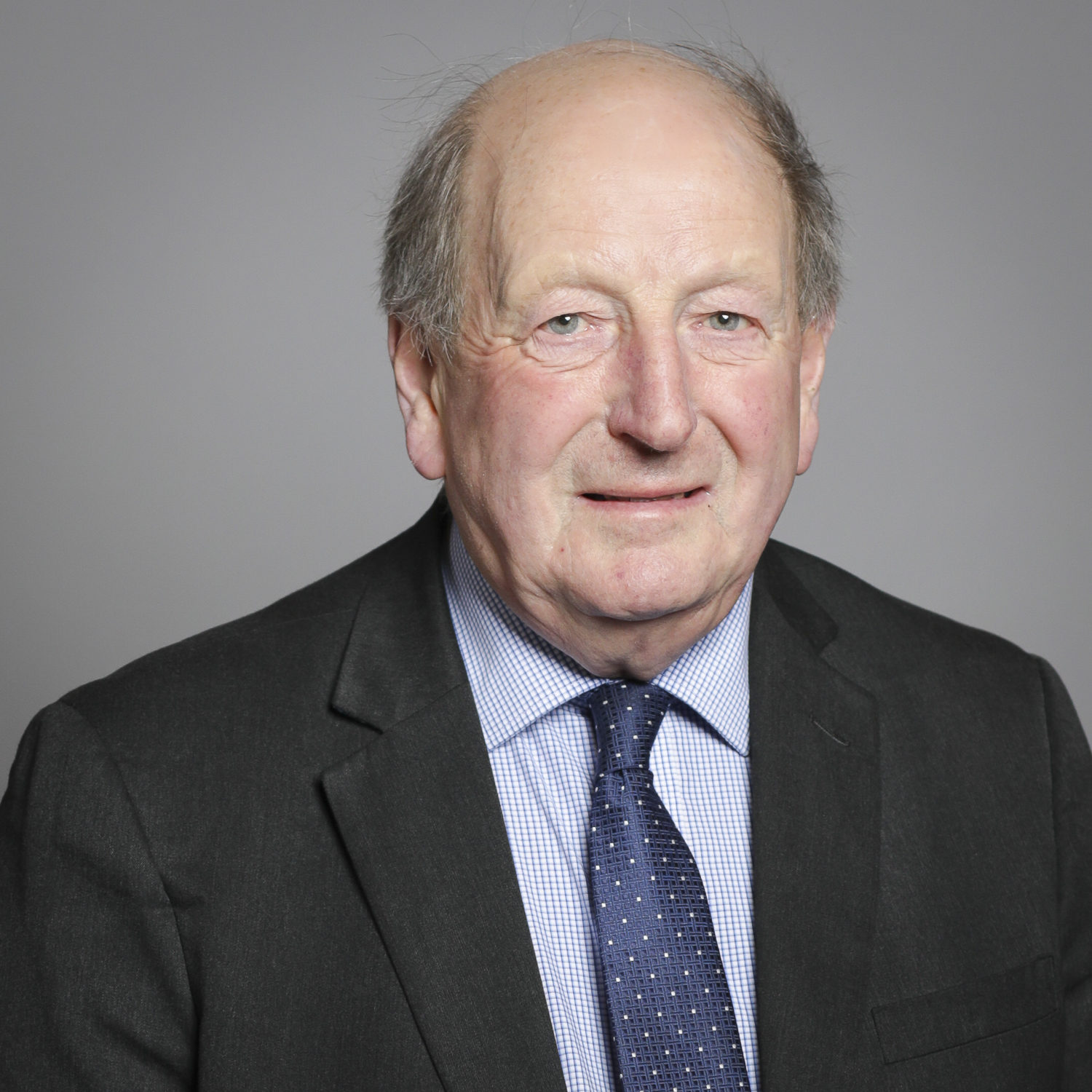
Offizielles Porträtfoto des Anthony Gueterbock, 18. Baron Berkeley (2019)

Wappen des Anthony Gueterbock, 18. Baron Berkeley

Anthony Fitzhardinge Gueterbock, 18. Baron Berkeley, OBE (* 20. September 1939), bekannt als  Tony Berkeley, ist ein britischer Peer und Politiker der Labour Party.

## Herkunft und Familie
Anthony Gueterbock ist das einzige Kind des Brigadiers der Royal Engineers Ernest Adolphus Leopold Gueterbock (1897–1984) aus dessen Ehe mit Hon. Cynthia Ella Foley (1909–1991). Sein Vater war der Sohn deutscher Auswanderer und Enkel des jüdischen Arztes Ludwig Güterbock (1814–1895) aus Berlin. Seine Mutter war die jüngere von zwei Erbtöchtern der 
Eva Mary FitzHardinge Milman, 16. Baroness Berkeley (1875–1964) aus dessen Ehe mit Lieutenant-Colonel Frank Wigram Foley (1865–1949).

## Karriere
Nach dem Besuch des Eton College und dem Studium am Trinity College der Universität Cambridge, das Gueterbock mit einem Master of Arts (M.A.) abschloss, startete er eine Karriere im Bauingenieurwesen und war bis 1987 Vorsitzender des Unternehmens George Wimpey plc. Er war dann für die Öffentlichkeitsarbeit beim Bau des Eurotunnels bis 1995 zuständig. Gueterbock ist derzeit Vorsitzender der Rail Freight Group. Er ist Mitglied des Europäischen Energie- und Verkehrsforums der Europäischen Kommission und Präsident der Aviation Environment Federation, der führenden britischen Non-Profit-Organisation für eine umweltgerechte Zukunft der Luftfahrt.
Gueterbock erbte beim Tod seiner Tante Mary Foley-Berkeley, 17. Baroness Berkeley, am 17. Oktober 1992 deren englischen Adelstitel als 18. Baron Berkeley und wurde dadurch Mitglied des britischen House of Lords. Im Parlament schloss er sich der Fraktion der Labour Party an. Nachdem er mit Inkrafttreten des House of Lords Act 1999 im November 1999 seinen Parlamentssitz verloren hatte, wurde er am 18. April 2000 als Baron Gueterbock, of Cranford in the London Borough of Hillingdon, zum Life Peer erhoben und erhielt seinen Sitz im House of Lords dadurch auf Lebenszeit zurück.
Er wurde 1989 als Officer des Order of the British Empire ausgezeichnet, als Fellow in die Royal Society of Arts (FRSA) und des Chartered Institute of Transport (FCIT) aufgenommen und erhielt 1996 eine Ehrendoktorwürde (D.Sc.) der Universität Brighton.
Er heiratete am 10. Juli 1965 Diana Christine (Dido) Townsend (* 6. Oktober 1942), Tochter von Eric William John Townsend, und hatte drei Kinder mit ihr:
- Hon. Thomas FitzHardinge Gueterbock (* 1969);
- Hon. Robert William Gueterbock (* 1970);
- Hon. Philippa Louise Gueterbock (* 1975).

Nachdem seine erste Ehe 1998 geschieden worden war, heiratete er in zweiter Ehe am 8. Mai 1999 mit Rosalind Julia Georgina Clarke sowie am 24. Februar 2017 in dritter Ehe Kathleen Marian Binney.